# Àcid d'Osbond
L'àcid d'Osbond, i de nom sistemàtic àcid (4Z,7Z,10Z,13Z,16Z)-docosa-4,7,10,13,16-pentaenoic, és un àcid carboxílic polinsaturat de cadena lineal amb vint-i-dos àtoms de carboni, la qual fórmula molecular és {\displaystyle {\ce {C22H34O2}}}. En bioquímica és considerat un àcid gras ω-6, ja que té un doble enllaç C=C situat entre el carboni 6 i el 7 començant per l'extrem oposat al grup carboxil, i se simbolitza per C22:5n-6, ObA o OA (de l'anglès Osbond acid), que fa referència al fet que té en total cinc enllaços dobles C=C, tots ells en conformació cis i conjugats.

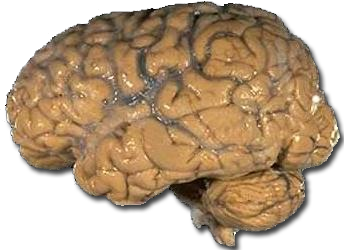
Cervell humà

Es troba en els olis de peix i és un component secundari dels àcids grassos insaturats sèrics totals en humans. Fou aïllat per primer cop dels fosfolípids del cervell per E. Klenk i F. Lindlar el 1955 i sintetitzat per primera vegada el 1961 per J.M. Osbond i col·laboradors, del qual rep el nom comú àcid d'Osbord. Es biosintetitza a partir de l'àcid andrènic (C22:4 n-6) per elongació que dona l'àcid (9Z,12Z,15Z,18Z)-tetracosatetra-9,12,15,18-enoic (C24:4 n-6), el qual és desaturat per l'enzim Δ6-desaturasa produint un nou doble enllaç i formant l'àcid (6Z,9Z,12Z,15Z,18Z)-tetracosapenta-6,9,12,15,18-enoic (C24:5 n-6) el qual mitjançant una β-oxidació dona l'àcid d'Osborn (C22:5 n-6).